# Arnold Künne
Arnold Künne (ur. 5 marca 1866 w Altenie, zm. 1942 w Berlinie) – niemiecki rzeźbiarz.

## Życiorys
Arnold Künne pochodził z miasta Altena. Jego ojciec posiadał warsztat złotniczy, w którym młody rzeźbiarz zdobywał pierwsze doświadczenie. W wieku 20 lat Künne rozpoczął naukę w Akademii Sztuk Pięknych w Monachium, gdzie uczęszczał na zajęcia znanego rzeźbiarza Syriusa Eberle. Po krótkim czasie przeniósł się do Akademii Sztuki w Berlinie, gdzie ukończył studia w 1891 roku.
W swoim własnym atelier w berlińskiej dzielnicy Charlottenburg stworzył w następnych latach liczne prace, głównie pomniki, statuy, popiersia i płaskorzeźby. Jego kariera trwała do początku I wojny światowej. Od tamtej pory aż do swej śmierci nie stworzył niemal żadnego znaczącego dzieła. Zmarł w 1942 roku, wkrótce po tym, jak jego atelier zostało zniszczone w czasie bombardowania. Podczas wojny wiele jego prac zaginęło lub zostało zniszczonych i przetopionych w celu uzyskania metalu.
Jedynym zachowanym dziełem Künna na terenie Polski jest fontanna stojąca na rynku w Gryfowie Śląskim. Był on również autorem płaskorzeźb zdobiących Fontannę Trzech Cesarzy w Ostródzie (dziś Pomnik Jedności Europejskiej) oraz pomnika Wilhelma Wagnera w Koenigshutte.

## Dzieła

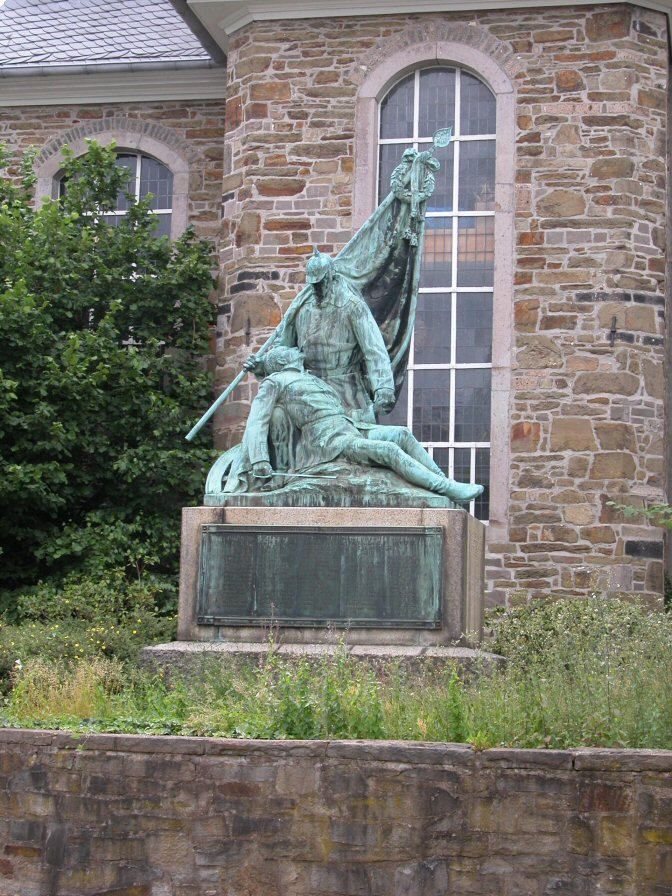
Pomnik wojenny 1870–1871 w Bergisch Neukirchen
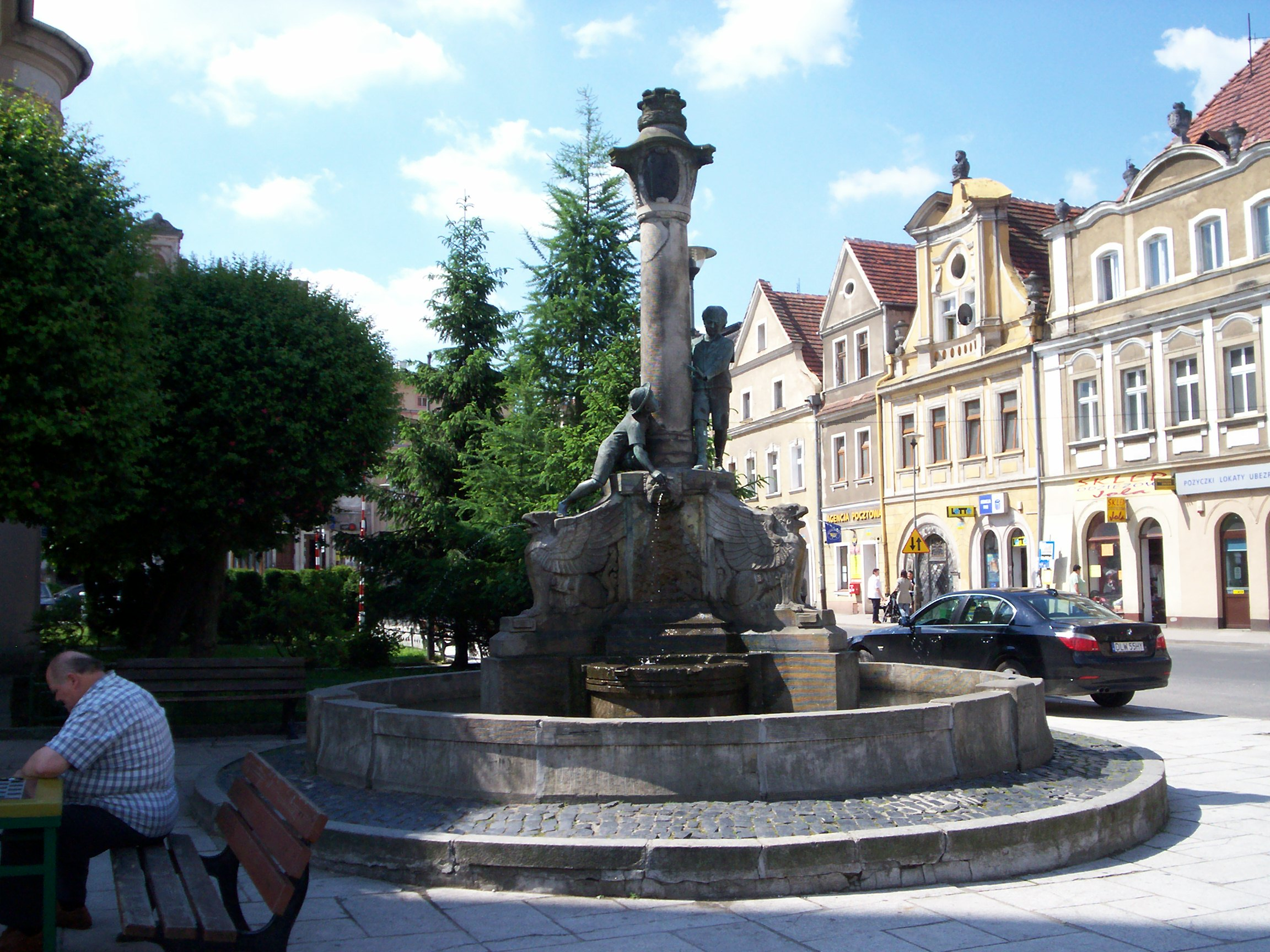
Fontanna w Gryfowie Śląskim
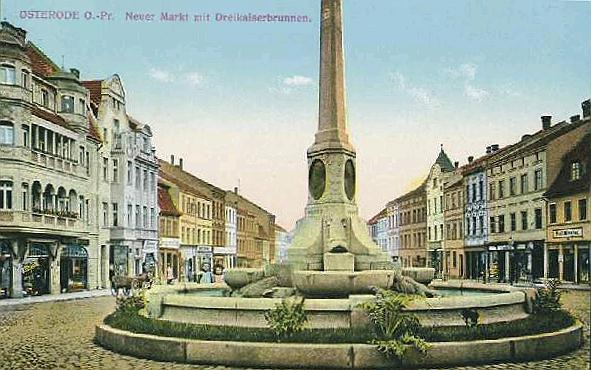
Przedwojenna Fontanna Trzech Cesarzy w Ostródzie
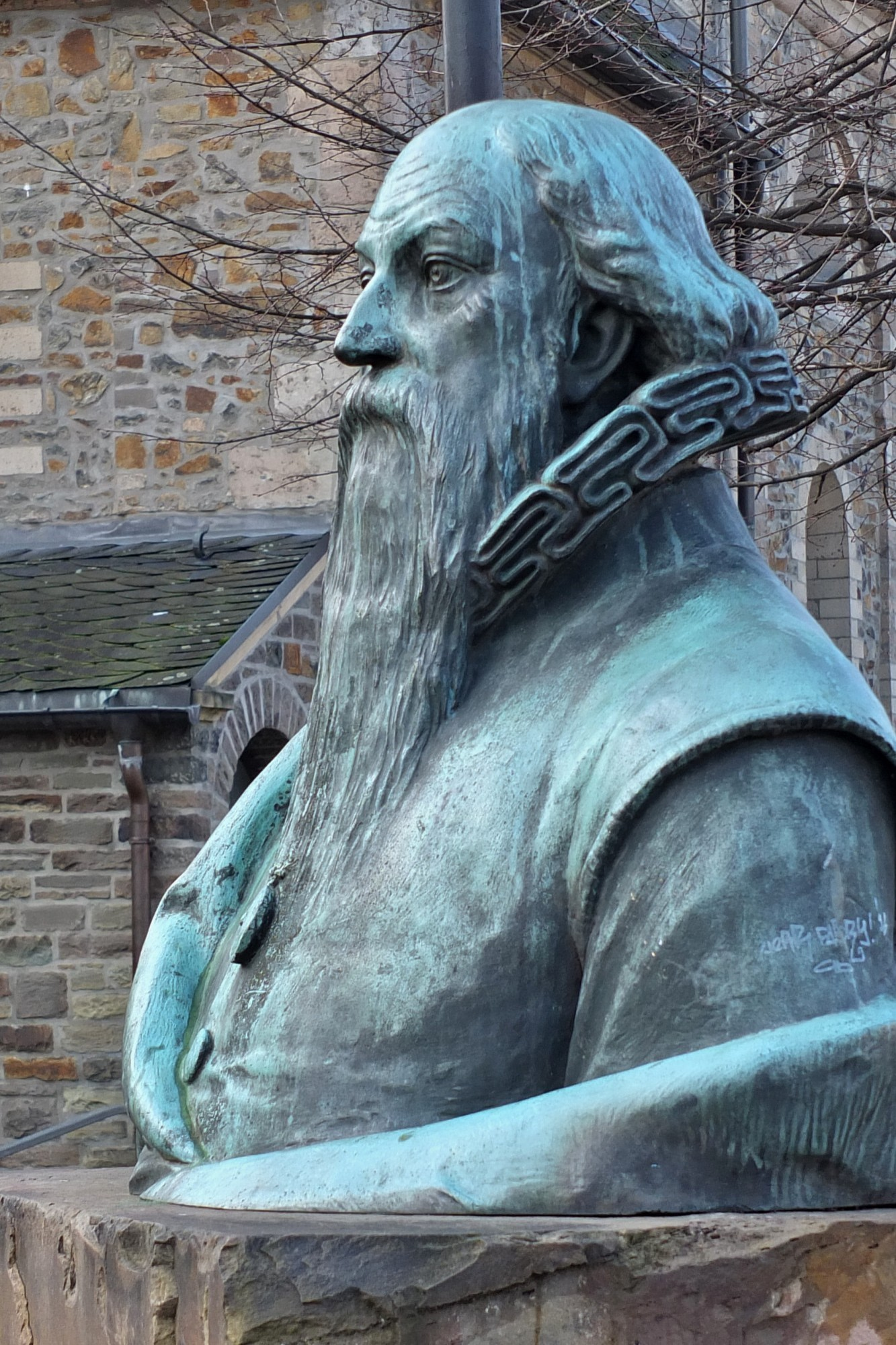
Popiersie Wilhelma Fabriciusa w Hilden
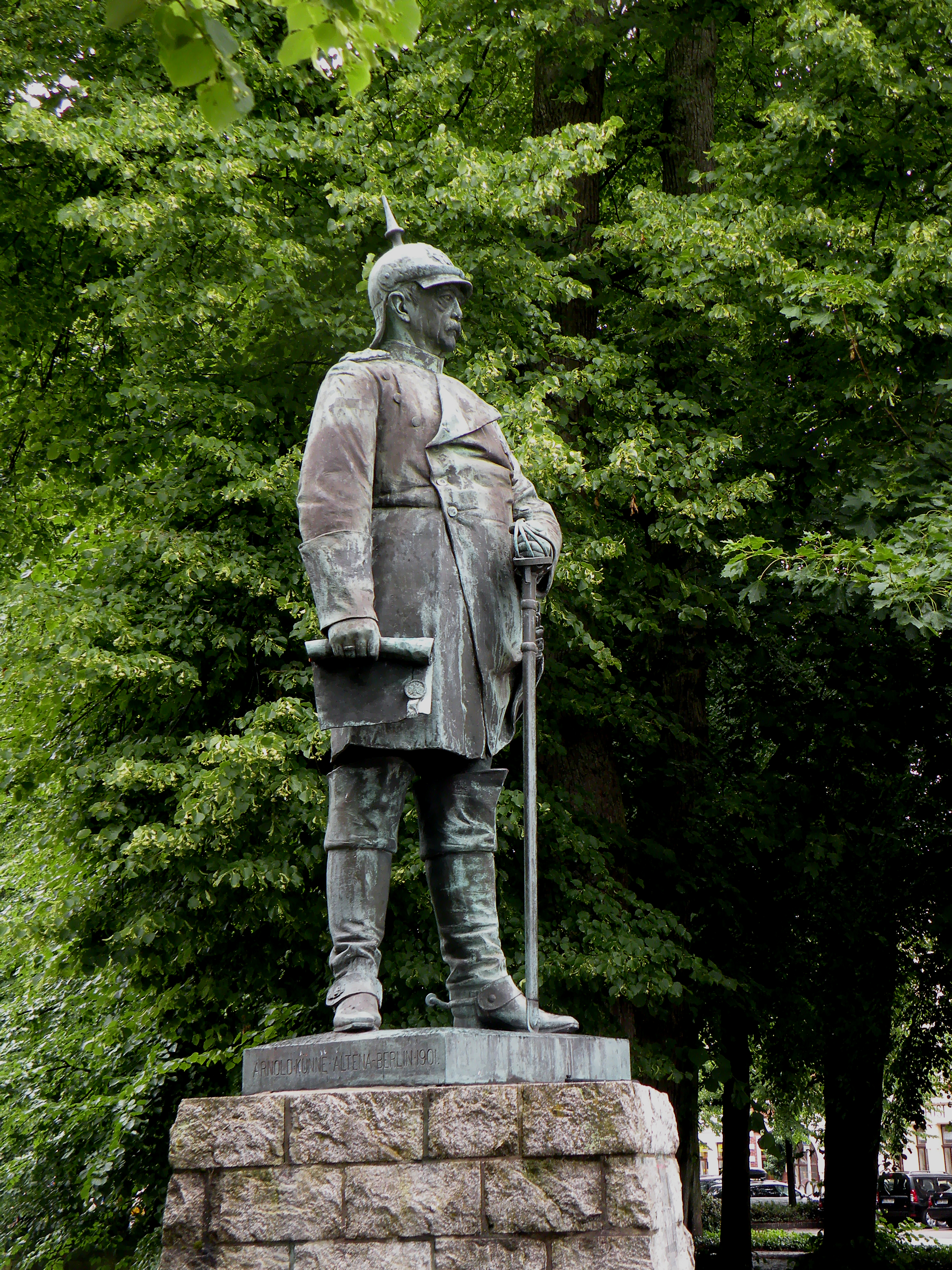
Statua Bismarcka w Norden
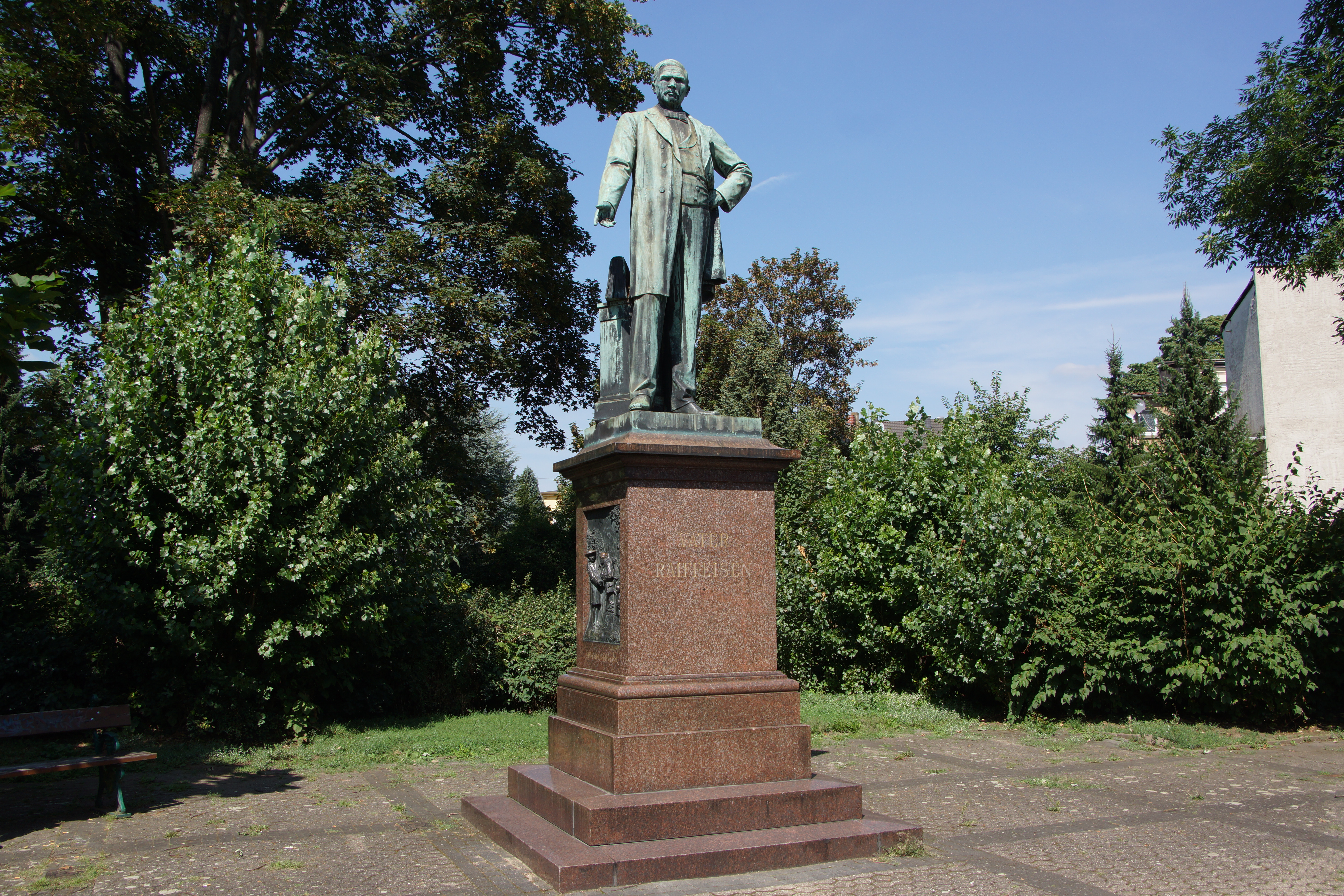
Statua Friedricha Wilhelma Raiffeisena w Neuwied
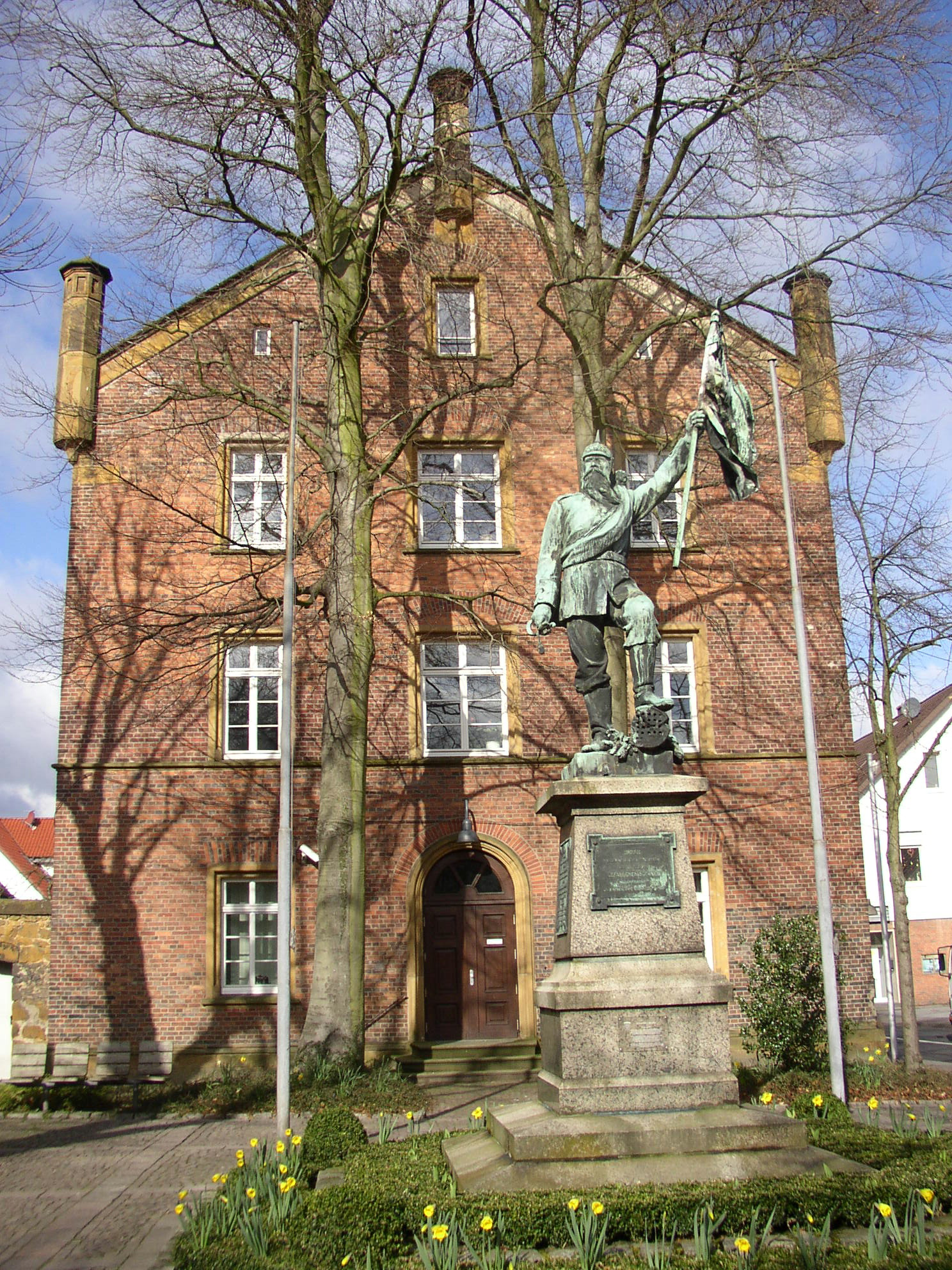
Pomnik wojenny 1870–1871 w Halle (Westfalii)